# دوراهان (سميرم)
دوراهان هي قرية في مقاطعة سميرم، إيران. يقدر عدد سكانها بـ 340 نسمة بحسب إحصاء 2016.